# Redwood Falls
Redwood Falls è una città degli Stati Uniti d'America, situata in Minnesota, nella Contea di Redwood, della quale è anche il capoluogo.